# Market Street Mayhem
El Market Street Mayhem fue un evento televisivo de la Eastern Championship Wrestling que tuvo lugar en el Original Sports Bar de Filadelfia, Pensilvania el 25 de febrero de 1992.

## Resultados
- Jimmy Jannetty y Stevie Richards finalizaron en un empate por tiempo límite (20:00)

- Glen Osbourne derrotó a Crybaby Waldo

- Super Destroyer 1 derrotó a Michael Bruno

- Tony Stetson derrotó a Ivan Koloff

- Jeff Royal derrotó a Max Thrasher

- DC Drake & JT Smith y Johnny Hot Body & Larry Winters finalizaron en una doble descalificación.

- Datos: Q25405571